# Вигман, Менно
Менно Вигман (нидерл. Menno Wigman; 10 октября 1966, Бевервейк — 1 февраля 2018, Амстердам) — нидерландский поэт и переводчик.

## Биография
Дебютировал стихами в 1984 году. Переводил стихи и прозу Нерваля, Бодлера, Рильке, Эльзы Ласкер-Шюлер, Томаса Бернхарда и др. В 2006 году опубликовал прозаический очерк о психиатрической лечебнице, в которой провёл три месяца в качестве приглашённого писателя.

## Творчество
Расценивался критикой как лучший поэт своего поколения. Составил несколько поэтических антологий. Стихи переведены на английский, французский, немецкий, португальский, китайский и др. языки. В 2016 году он официально был городским поэтом Амстердама.

## Болезнь и смерть
В 2014 году столкнулся с серьёзными проблемами со здоровьем. Его сердце было нездорово, видимо, в результате тяжёлого заболевания, перенесённого в молодости. Менно Вигман умер в 1 февраля 2018 года  в медицинском центре VU в Амстердаме. Ему шёл 52-й год.

## Книги
- Летом все города смердят / ’s Zomers stinken alle steden (1997)
- Чёрный как икра / Zwart als kaviaar (2001, премия Яна Камперта)
- Это мой день / Dit is mijn dag (2004)
- Мир ночью / De wereld bij avond (2006, избранные стихи)
- Психиатрическая клиника / Het gesticht (2006)
- De droefenis van copyrettes. Keuze uit eigen werk (2009)
- Спаси нас от поэтов / Red ons van de dichters (2010)
- Имя мне — легион / Mijn naam is Legioen (2012)
- Жёсткая грязь / Harde modder (2014)
- Кругом голова от счастья / Slordig met geluk (2016)

## Публикации на русском языке
- Стихотворения в переводе Нины Тархан-Моурави Архивная копия от 10 июня 2015 на Wayback Machine